# Grotte des Angevins
La grotte des Angevins est une grotte de la Corniche Angevine située sur la commune française de Mauges-sur-Loire, dans le département de Maine-et-Loire et la région Pays de la Loire.

## Spéléométrie
La dénivellation de la cavité est d'environ 10 m pour un développement d'environ 85 m.

## Géologie
La cavité s'ouvre dans des calcaires dévoniens. Le site calcaire de Châteaupanne est connu de longue date par les chaufourniers, comme l'attestent les nombreux fours à chaux inscrits aux Monuments historiques depuis le 7 avril 1987,

## Historique
La cavité a été mise au jour par l'avancée du front de taille de la carrière de pierres de Châteaupanne près de Montjean-sur-Loire. La cavité, qui compte deux entrées, est signalée pour la première fois le 10 février 1979 par Raymond Verger de l'Équipe spéléologique angevine (ESA). Une désobstruction entreprise par J. Rousseau permet de découvrir quelques dizaines de mètres de conduits concrétionnés qui sont topographiés par Gérald Huet et Raymond Verger. En 1980, de nouveaux prolongements sont découverts.